# Randy Rhoads
Randy Rhoads, voluit Randall William Rhoads (Santa Monica (Californië), 6 december 1956 - Orlando (Florida), 19 maart 1982) was een Amerikaanse rockgitarist die bekend is geworden als lid van de band van Ozzy Osbourne en door zijn eigen band Quiet Riot. Rhoads is op 19 maart 1982 op 25-jarige leeftijd omgekomen bij een vliegtuigongeluk.
Rhoads leerde spelen op een klassieke gitaar en de klassieke invloeden die hij leerde combineerde hij later met hardrock en heavy metal.
Later gaf hij zelf gitaarles, nog voordat hij bij Ozzy Osbourne ging spelen.
Randy Rhoads stond, qua gitaren, vooral bekend om het gebruik van zijn Gibson Les Paul- en Sandoval 'Polka Dot' Flying V-gitaren. Na het opnemen van het tweede album met Ozzy Osbourne kwam hij echter in contact met Grover Jackson, een gitaarbouwer die net het bedrijf Charvel had overgenomen van zijn oude werkgever. Charvel was een bedrijf dat zich specifiek richtte op de productie van zogenaamde 'after-marketonderdelen' voor Stratocaster-modellen. Rhoads vroeg echter om een radicaal andere gitaar, die een verbetering moest worden op de Flying V van Sandoval. Dit resulteerde in de pianowitte 'Concorde'; waarschijnlijk zo genoemd vanwege het ontwerp en de uiteindelijke vorm van de gitaar.
Rhoads zelf heeft echter niet lang kunnen genieten van de gitaar. Kort nadat besloten was wat de uiteindelijke vorm zou worden, deed zich het tragische ongeluk voor. Jackson is wel altijd door blijven gaan met de productie van het model gitaar, zij het voortaan onder de naam 'Randy Rhoads'. De iconische vormen van die Flying V hebben ervoor gezorgd dat Jackson een solide metalassociatie kreeg en er veel uiterst puntige gitaren volgden.

## Carrière
Begin jaren 70 richtte Randy Rhoads samen met zijn vriend Kelly Garni de hardrockband Quiet Riot op. Alhoewel ze door veel op te treden al snel in Los Angeles een grote groep fans hadden, kregen ze geen platencontract in de Verenigde Staten. In Japan lukte dit echter wel. Ze brachten daar hun eerste album uit.
In 1979 was voormalig Black Sabbath-zanger Ozzy Osbourne een nieuwe band aan het vormen en hij was meteen verkocht toen Rhoads zijn auditie deed. Als gitarist van Ozzy maakte hij zijn faam waar als virtuoze gitarist. Nummers als Mr. Crowley en Crazy Train werden grote hits en worden nog steeds gezien als rock-klassiekers.

## Dood
Na twee succesvolle albums en wereldtournees met Ozzy kreeg Rhoads op 19 maart 1982 een ongeval. Rhoads, de chauffeur van de tourbus en de visagiste van het team, stapten, nadat ze in Orlando in Florida waren aangekomen voor een optreden, in een klein vliegtuig. De piloot scheerde tweemaal met het vliegtuigje langs de tourbus, waarin de rest van de band nog lag te slapen. De derde keer ging het mis: de rechtervleugel van het toestel raakte de linkerzijde van de tourbus, waarna het vliegtuigje tegen een nabijgelegen huis klapte. Rhoads stierf op 25-jarige leeftijd. Ook de piloot, die bij autopsie onder invloed bleek van cocaïne, en de visagiste waren op slag dood.
Zijn legende leeft echter voort en er volgen veel concerten en albums als eerbetoon aan Randy Rhoads. Tot op de dag van vandaag wordt Rhoads gezien als een van de invloedrijkste gitaristen.

## Discografie
- Quiet Riot - Quiet Riot (1977)
- Quiet Riot - Quiet Riot 2 (1978)
- Ozzy Osbourne - Blizzard of Ozz (1980)
- Ozzy Osbourne - Diary of a Madman (1981)
- Ozzy Osbourne - Randy Rhoads Tribute (1987)

- Biblioteca Nacional de España: XX1555875
- Bibliothèque nationale de France: cb14051224j (data)
- Gemeinsame Normdatei: 134570227
- International Standard Name Identifier: 0000 0000 8138 6822
- Library of Congress Control Number: n91022574
- MusicBrainz: 19dccaac-efa8-413f-9042-28006792e0f2
- Bibliotheek van het Japanse parlement: 00621363
- Nederlandse Thesaurus van Auteursnamen: 07354034X
- Virtual International Authority File: 59286643
- WorldCat: E39PBJxd3h4bYFyjJmf44KCWjC